# Meredith Willson
Pour les articles homonymes, voir Willson.
Œuvres principales
- Symphonie n° 1 Symphony of San Francisco (1936)
- Musique du film La Vipère (1941)
- The Music Man, comédie musicale (1957)

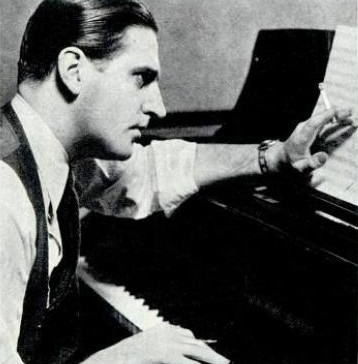
En 1937

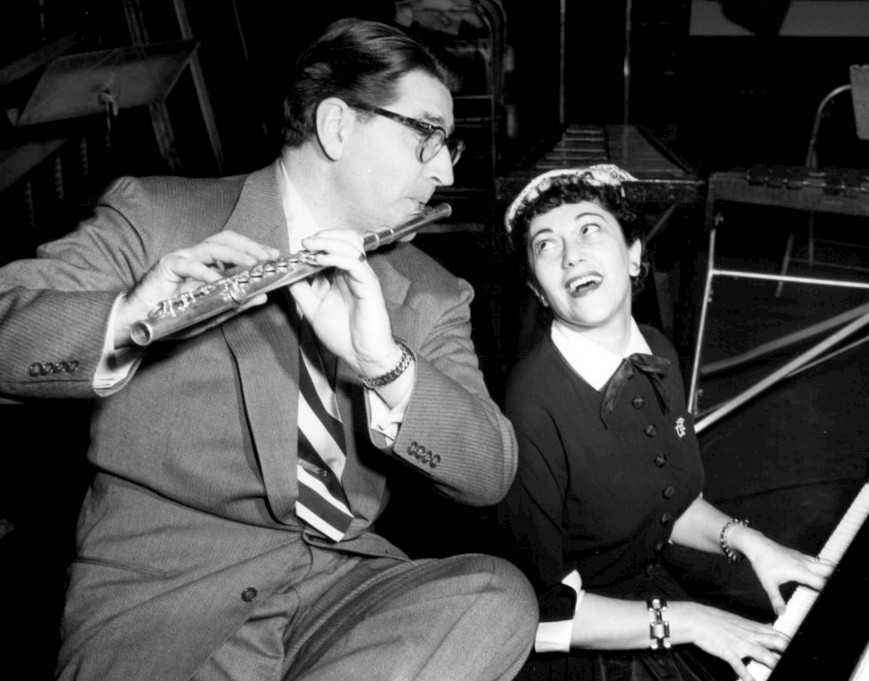
Avec son épouse Rini, dans les années 1950

Meredith Willson est un compositeur, chef d'orchestre, flûtiste, pianiste, librettiste, lyriciste et écrivain américain, de son nom complet Robert Meredith Willson, né le 18 mai 1902 à Mason City (Iowa), mort le 15 juin 1984 à Santa Monica (Californie).

## Biographie
En 1916, à quatorze ans, Meredith Willson entre au Damrosch Institute of Musical Art de New York, ou il étudie le piano, la flûte avec Georges Barrère, la composition avec Mortimer Wilson et la direction d'orchestre avec Henry Hadley. De 1921 à 1923, il effectue des tournées aux États-Unis, au Canada, à Cuba et au Mexique, au sein de l'orchestre d'harmonie de John Philip Sousa, où il joue de la flûte (dont le piccolo). De 1924 à 1929, il est flûtiste à l'Orchestre philharmonique de New York, sous la direction notamment d'Arturo Toscanini. Dans les années 1930, il commence à travailler pour la radio, comme directeur musical et responsable de diverses émissions radiophoniques à la NBC (Services de la Côte Ouest), et à la KFRC (en) de San Francisco. Dans le même temps, il dirige régulièrement l'Orchestre de Seattle, l'Orchestre symphonique de San Francisco et l'Orchestre philharmonique de Los Angeles. Durant la Seconde Guerre mondiale, il est directeur musical des services radiophoniques de l'armée américaine. Ensuite, il reprend ses fonctions à la NBC, où il participe à la création de nouvelles émissions et shows radios.
Comme compositeur, il est l'auteur de quelques musiques de films (dont sa contribution pour Le Dictateur de Charlie Chaplin en 1940), de nombreuses chansons populaires, d'œuvres pour orchestre (pièces de musique légère, deux symphonies, un poème symphonique, entre autres). Mais il est surtout connu pour ses comédies musicales. La première, créée à Broadway en 1957, The Music Man, connaîtra un triomphe, grâce à des chansons entrées immédiatement au répertoire, telles Seventy-Six Trombones ou Till There Was You (cette dernière sera reprise en 1963 par The Beatles dans leur deuxième album, With the Beatles). The Music Man remportera un Tony Award du "meilleur musical" en 1958 et un Grammy Award pour son enregistrement discographique, et sera rapidement adaptée au cinéma, tout comme la deuxième comédie musicale de Willson, The Unsinkable Molly Brown, également un succès.
Il compose également la chanson Are You Sure, notamment interprétée par Aretha Franklin.
En outre, Meredith Wilson a écrit deux autobiographies, And there I stood with my Piccolo (publiée en 1948) et But he doesn't know the Territory (publiée en 1959).
Pour ses activités à la radio, une étoile lui est dédiée sur le Walk of Fame d'Hollywood Boulevard.

## Comédies musicales
(à Broadway)
- 1957-1961 : The Music Man, musique, livret et lyrics, avec Robert Preston
- 1960-1962 : The Unsinkable Molly Brown, musique et lyrics, livret de Richard Morris, mise en scène de Dore Schary
- 1963-1964 : Here's Love, musique, livret et lyrics (d'après Le Miracle de la 34e rue (Miracle on 34th Street), film réalisé en 1947 par George Seaton, sur une histoire de Valentine Davies), avec Laurence Naismith, Janis Paige
- 1978 : The American Dance Machine, œuvre collective (coauteur de songs)
- 1980 : The Music Man, reprise, avec Dick Van Dyke

## Musiques de films
- 1929 : The Lost Zeppelin d'Edward Sloman
- 1940 : Le Dictateur (The Great Dictator) de Charlie Chaplin (coauteur de la musique, avec Chaplin)
- 1941 : La Vipère (The Little Foxes) de William Wyler
- 1962 : The Music Man de Morton DaCosta, avec Robert Preston, Shirley Jones, Ron Howard
- 1964 : La Reine du Colorado (The Unsinkable Molly Brown) de Charles Walters, avec Debbie Reynolds, Ed Begley

## Compositions diverses pour orchestre
- Symphonie no 1 A Symphony of San Francisco en fa mineur, créée en 1936 ;
- Symphonie no 2 The Missions of California en mi mineur, créée en 1940 par les dédicataires de l'œuvre, l'Orchestre philharmonique de Los Angeles et le chef d'orchestre Albert Coates ;
- Autres œuvres (sélection) : The Jervis Bay, poème symphonique ; O.O. McIntyre Suite ; Symphonic Variations on an American Theme ; Song of Steel ; Radio City Suite ; Anthem of the Atomic Age, avec chœurs ; In Idyllwild, avec voix soliste, chœurs et cor des Alpes ; pièces variées de musique légère : The Marguerite Waltz, Piccolo Polka, marches, etc.